# L'Épopée des gueules noires
Pour plus de détails, voir Fiche technique et Distribution.
L'Épopée des gueules noires est un documentaire français réalisé par Fabien Béziat et Hugues Nancy, diffusé à sa sortie sur France 2 le 31 janvier 2017 à 20 h 55, rediffusé sur France 3 dans la série Docs interdits le 6 avril 2020 à 21 h 5, puis de nouveau sur France 2 le 27 octobre 2021, à la suite des deux premiers épisodes de la mini-série Germinal.

## Synopsis
Pendant près de deux siècles, des centaines de milliers de mineurs ont affronté l'obscurité, le bruit, la chaleur, la poussière, et bravé le danger, la peur, le grisou, la silicose, pour extraire du charbon.
Le film retrace le roman de la classe ouvrière la plus emblématique de l'histoire industrielle française, en s'appuyant sur de nombreux documents d'archives, des prises de vue cinégéniques, et en recueillant la parole d'anciens mineurs.

## Fiche technique
- Réalisation : Fabien Béziat et Hugues Nancy

## Distribution
- Achille Blondeau, François Dosso, Daniel Francke, Désiré Lefait, Aimable Patin, Abdellah Samate, Robert Schmitz, Stan Swiatek : mineurs retraités
- Monique Wichlacz : épouse de mineur
- Jacqueline Escudier-Calvignac, petite-fille de Jean-Baptiste Calvignac
- Commentaire dit par Jacques Bonnaffé

## Accueil
- Le journal Le Monde en fait son "choix du soir" dans les programmes TV du 31 janvier 2017[4].
- Le lendemain de la première diffusion sur France 2, France Info rapporte sur son site web que « Le programme a réuni 2 667 000 téléspectateurs, soit 11 % des audiences »[5].
- Avant sa rediffusion en 2020, Le Figaro en donne une critique positive[2].
- Les critiques du public sont généralement très élogieuses[6].

## Distinctions
- 2017 : Festival international de programmes audiovisuels documentaires de Biarritz (FIPA) – Sélection « Documentaire de création »[7].